# Ang Sila
Ang Sila (Thai: อ่างศิลา, voller Name: เทศบาลเมืองอ่างศิลา),  ist eine Stadt (Thesaban Mueang) im Landkreis (Amphoe) Mueang Chonburi (Provinz Chonburi) in der Ostregion Zentralthailands.
Der thailändische Name von Ang Sila bedeutet Fels-Becken nach einer Felsformation, die sich ins Meer hinaus erstreckt.
Die meisten Einwohner von Ang Sila leben in einem kleinen Dorf am Golf von Thailand, etwa 5 km südlich von Chonburi. Die Haupterwerbsquelle ist der Fischfang, doch werden hier auch Steinmörser, dekorative Steinskulpturen wie Elefanten oder Löwen und Webarbeiten hergestellt.
Ang Sila gilt als einer der ältesten Stranderholungsorte Thailands. Die auf die umgebenden Hügel führende Straße bietet einen Ausblick auf das Meer.